# ラッセル＝アインシュタイン宣言
ラッセル＝アインシュタイン宣言（ラッセル＝アインシュタインせんげん、Russell-Einstein Manifesto）は、イギリスの哲学者・バートランド・ラッセルと、アメリカの物理学者・アルベルト・アインシュタインが中心となり、1955年7月9日にロンドンにて当時の第一級の科学者ら11人の連名で、米ソの水爆実験競争という世界情勢に対して提示された核兵器廃絶・科学技術の平和利用を訴えた宣言文である。
これを発表した3か月ほど前にアインシュタインが没しており、アインシュタインが人類に放った遺言状ともいえる。この宣言には、日本人の湯川秀樹も署名している。レオポルト・インフェルト以外全員がノーベル賞を受賞している。科学者平和宣言とも言える。
なおこの宣言の要請を受けて、1957年よりパグウォッシュ会議が開催されることとなった。第1回をカナダのパグウォッシュ村で開催した。日本からは、湯川秀樹、朝永振一郎等が参加した。

## 宣言署名者
- マックス・ボルン
- パーシー・ブリッジマン
- アルベルト・アインシュタイン
- レオポルト・インフェルト
- フレデリック・ジョリオ＝キュリー
- ハーマン・J・マラー
- ライナス・ポーリング
- セシル・パウエル
- ジョセフ・ロートブラット
- バートランド・ラッセル
- 湯川秀樹